# Panicum stipiflorum
Panicum stipiflorum är en gräsart som beskrevs av Stephen Andrew Renvoize. Panicum stipiflorum ingår i släktet vipphirser, och familjen gräs. Inga underarter finns listade i Catalogue of Life.